# Chelonus victoriensis
Chelonus victoriensis är en stekelart som beskrevs av Roy D. Shenefelt 1973. Chelonus victoriensis ingår i släktet Chelonus och familjen bracksteklar. Inga underarter finns listade i Catalogue of Life.